# مزرعه هرارسفید
مزرعه هرارسفید روستایی از توابع بخش علامرودشت شهرستان لامرد در استان فارس ایران است. مردم این روستا از عشایر قشقایی می‌باشند.

## جمعیت
این روستا در دهستان کهنویه قرار دارد و براساس سرشماری مرکز آمار ایران در سال ۱۳۹۰، جمعیت آن ۱۵ نفر (۳ خانوار) بوده‌است.